# Hit TV
Hit TV je česká televizní stanice zaměřená na teleshopping. Vysílá prostřednictvím digitálního pozemního vysílání v síti DVB-T2, konkrétně v multiplexu 23.

## Historie
Spuštění stanice bylo oznámeno na jaře 2023 během konference Českých Radiokomunikací – Innovation Day. Vysílání bylo zahájeno 12. prosince 2023.

## Provozovatel
Stanici provozuje společnost #THETOPMERCH s.r.o., kterou vlastní firma FOWK Media Czech Republic. Tu ovládá švédský podnikatel Per-Anders Everbring.

## Licence
Licenci udělila Rada pro rozhlasové a televizní vysílání začátkem prosince 2023. Platí na 12 let.